# Atlantow
Atlantow, Manitow (duh) smrti. Destruktivno, često zlo biće koje je obično u suprotnosti s Waunthutom Mennitoowom. Nakon uvođenja kršćanstva, Mohikanci su često poistovjećivali Atlantowa s Vragom.